# Skrócona skala ciężkości obrażeń
Skrócona skala ciężkości obrażeń, AIS (ang. Abbreviated Injury Scale) pozwala określić ciężkość obrażeń i uszkodzeń w poszczególnych układach i narządach według punktacji 1-5: głowa i szyja, klatka piersiowa, jama brzuszna, miednica i kończyny.
Skala ma również wartość rokowniczą.